# راحله سلیم
راحله سلیم (زاده ۱۳۴۴ ولسوالی حصه دوم پنجشیر ولایت پنجشیر) سیاستمدار افغانستان و نماینده مردم پنجشیر در دوره‌های پانزدهم و شانزدهم مجلس نمایندگان می‌باشد. ایشان در مجلس شانزدهم نمایندگان افغانستان عضو کمیسیون روابط بین‌المللی می‌باشد.

## زندگی‌نامه
راحله سلیم زاده ۱۳۴۴ از ولسوالی حصه دوم پنجشیر ولایت پنجشیر می‌باشد. وی در سال ۱۳۶۷ توانست سند لیسانس خود را در رشته قضایی و څارنوالی از دانشکده حقوق دانشگاه کابل کسب کند. ایشان پس از اتمام تحصیلات در بخش امور قضایی مشغول به فعالیت بوده‌است.

## دیگر فعالیت‌ها
دیگر فعالیت‌های ایشان:
- قاضی در دادگاه عالی.
- مدیر دیوان امنیت عامه ستره محکمه و ماستر ترینر مجمع زنان افغان.
- نمایندهٔ مردم پنجشیر در دوره پانزدهم و شانزدهم ولسی جرگه.